# Église de Pälkäne
L'église de Pälkäne (finnois : Pälkäneen kirkko) est  une église luthérienne située à  Pälkäne en Finlande.

## Description
L'église de Pälkäne est un édifice de style néogothique conçu par Carl Ludvig Engel et construit en 1836–1839.
Le professeur P. E. Limnellin peint en 1841 le retable représentant Jésus au  Jardin des oliviers. 
Le mémorial érigé dans le cimetière militaire est de Bertel Strömmer.
En 1961, on dévoile un monument Le livre de la vie en mémoire des héros tombés pour la Carélie cédée.